# Direzione generale per le risorse minerarie ed energetiche
La Direzione generale per le risorse minerarie ed energetiche è una struttura del Dipartimento per l'energia del Ministero dell'ambiente e della sicurezza energetica.
È a capo di tutte le attività legate alla valutazione delle istanze legate alla ricerca ed alla coltivazione di gas, petrolio, risorse geotermiche ed energetiche ed al coordinamento delle attività relative allo sfruttamento di tali risorse. Elabora anche linee guida e programmi per lo sviluppo minerario nazionale.

## Storia
La struttura nasce nel 2008 a seguito del DPR 197/09 recante norme circa la riorganizzazione del Ministero dello sviluppo economico.

## Attività
La direzione si occupa del rilascio dei permessi per la prospezione e la ricerca di sostanze minerali, petrolio, gas naturale e gasolina delle concessioni per la coltivazione degli idrocarburi all'interno del territorio nazionale e delle sue acque territoriali, occupandosi anche della relativa cartografia e inventario, degli studi e della valutazione delle istanze di coltivazione e ricerca e degli esplosivi utilizzati a tal fine, della raccolta dati e delle statistiche in merito a tali attività.
Inoltre, presiede anche all'emanazione delle concessioni circa la creazione di siti per lo stoccaggio di idrocarburi e di gas. Svolge analisi e sperimentazione di risorse minerarie ed energetiche, si occupa della tutela dell'ambiente in cui hanno luogo le operazioni e della salute dei lavoratori ivi presenti.
Sono in vigore almeno 84 permessi di ricerca di idrocarburi sulla terraferma ed altri 25 in mare (più i 5 della Regione Autonoma Siciliana). Sono stati invece accordati 118 concessioni per la coltivazione di idrocarburi in terraferma ed altri 66 in mare (più i 14 5 della Regione Autonoma Siciliana.
Nel 2009 sono stati estratti dalle 16 concessioni italiane 4.550.815.855 kg di olio greggio e 7.909.056.424 Smc di gas naturale dalle 122 concessioni sul territorio nazionale, che, insieme ai 22.279.245 chili di gasolina, al 6 agosto 2010 hanno fruttato royalties per 144.390.205 milioni di euro. 
Nel 2011 la produzione nazionale di olio greggio nelle 16 concessioni è ammontata a 5.283.866.203 kg la maggior parte dei quali derivanti dai giacimenti della Val d'Agri che soddisfa il 6% del fabbisogno nazionale. Dalle 129 concessioni nazionali, sono stati estratti 8.337.625.416 Smc di gas naturale. Al 30 giugno 2011, le royalties provenienti dalle attività svolte nel 2009 e nel 2010 sono state pari a 214.320.616 milioni di euro ()

## Struttura
- Divisione I - Ufficio nazionale minerario per gli idrocarburi e le georisorse - Direzione UNMIG
- Divisione II - Sezione UNMIG di Bologna
- Divisione III - Sezione UNMIG di Roma
- Divisione IV - Sezione UNMIG di Napoli
- Divisione V - UNMIG - Laboratori di analisi e sperimentazione per il settore minerario ed energetico
- Divisione VI - Sviluppo delle attività di ricerca, coltivazione di idrocarburi e risorse geotermiche
- Divisione VII - Stoccaggio gas naturale, cattura e stoccaggio dell'anidride carbonica
- Divisione VIII - Relazioni con regioni, amministrazioni locali, organismi comunitari e internazionali – royalties